# Oxyopes ketani
Oxyopes ketani är en spindelart som beskrevs av Gajbe 1999. Oxyopes ketani ingår i släktet Oxyopes och familjen lospindlar. Inga underarter finns listade i Catalogue of Life.